# هیمارس ام۱۴۲
سیستم موشک توپخانه M142 High Mobility (HIMARS) یک سیستم چند موشکی سبک است که در اواخر دهه ۱۹۹۰ برای ارتش ایالات متحده ساخته شده و در یک قاب کامیون استاندارد ارتش M1140 نصب شده‌است.
M142 دارای یک غلاف با شش موشک GMLRS، یا دو موشک PRSM یا یک موشک ATACMS در خانواده جدید ارتش ایالات متحده از وسایل نقلیه تاکتیکی متوسط (FMTV) پنج تن است و می‌تواند کل خانواده سیستم موشک پرتاب را راه اندازی کند.
غلافهای مهمات M142 با M270 MLR قابل تعویض هستند. با این حال، قادر است فقط یک غلاف را به جای استاندارد دو برای M270 و انواع آن حمل کند.
پرتابگر را می‌توان با هواپیمای لاکهید C 130 هرکول منتقل کرد. این شاسی در ابتدا توسط BAE Systems Systems & Protection Systems (سابق Armor Holdings Aerospace و گروه دفاعی بخش سیستم‌های وسیله نقلیه تاکتیکی)، تولیدکننده تجهیزات اصلی FMTV تولید شد. این شرکت توسط شرکت اوشوش از سال ۲۰۱۰ تا ۲۰۱۷ تولید شده‌است. هم‌اکنون توسط لاکهید مارتین این موشک‌ها تولید می‌شوند

## توسعه

### سنگاپور
در سال ۲۰۰۷، ارتش سنگاپور خرید سیستم‌های M142، از جمله ۲۴ پرتابگر M142، ۹ کامیون FMTV 5 تن و XM31 Unitary He Gmlrs Pods، به علاوه تجهیزات و خدمات پشتیبانی و ارتباطات را پیشنهاد کرد. این بسته پیشنهادی برای عدم استفاده از موشک‌های M26 MLRS قابل توجه است. در اواخر سال ۲۰۰۹، سنگاپور اولین واحد شلیک M142 را تحویل گرفت و به توانایی کامل عملیاتی دست یافت.

## سابقه عملیاتی

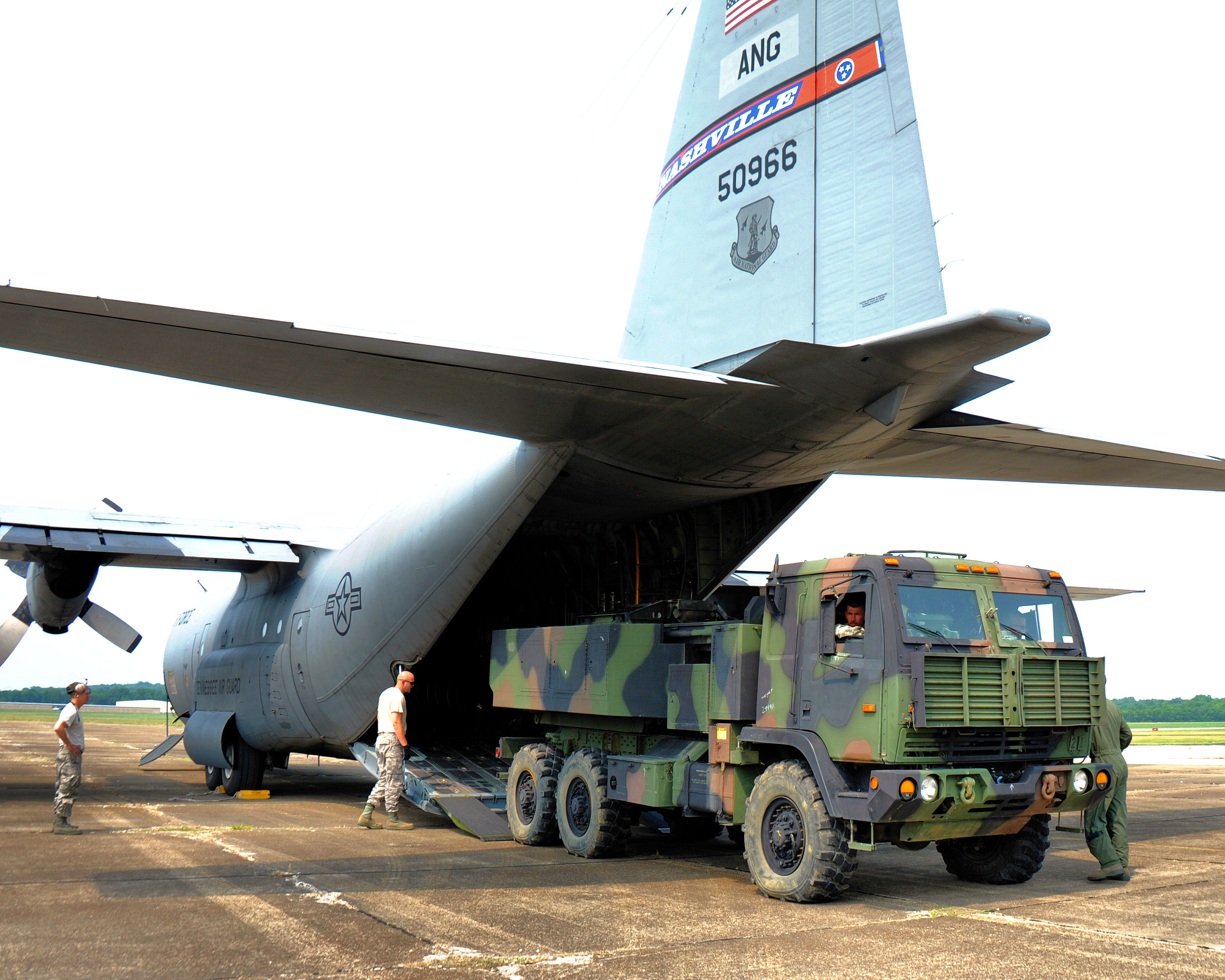
سیستم در حال حمل هوایی

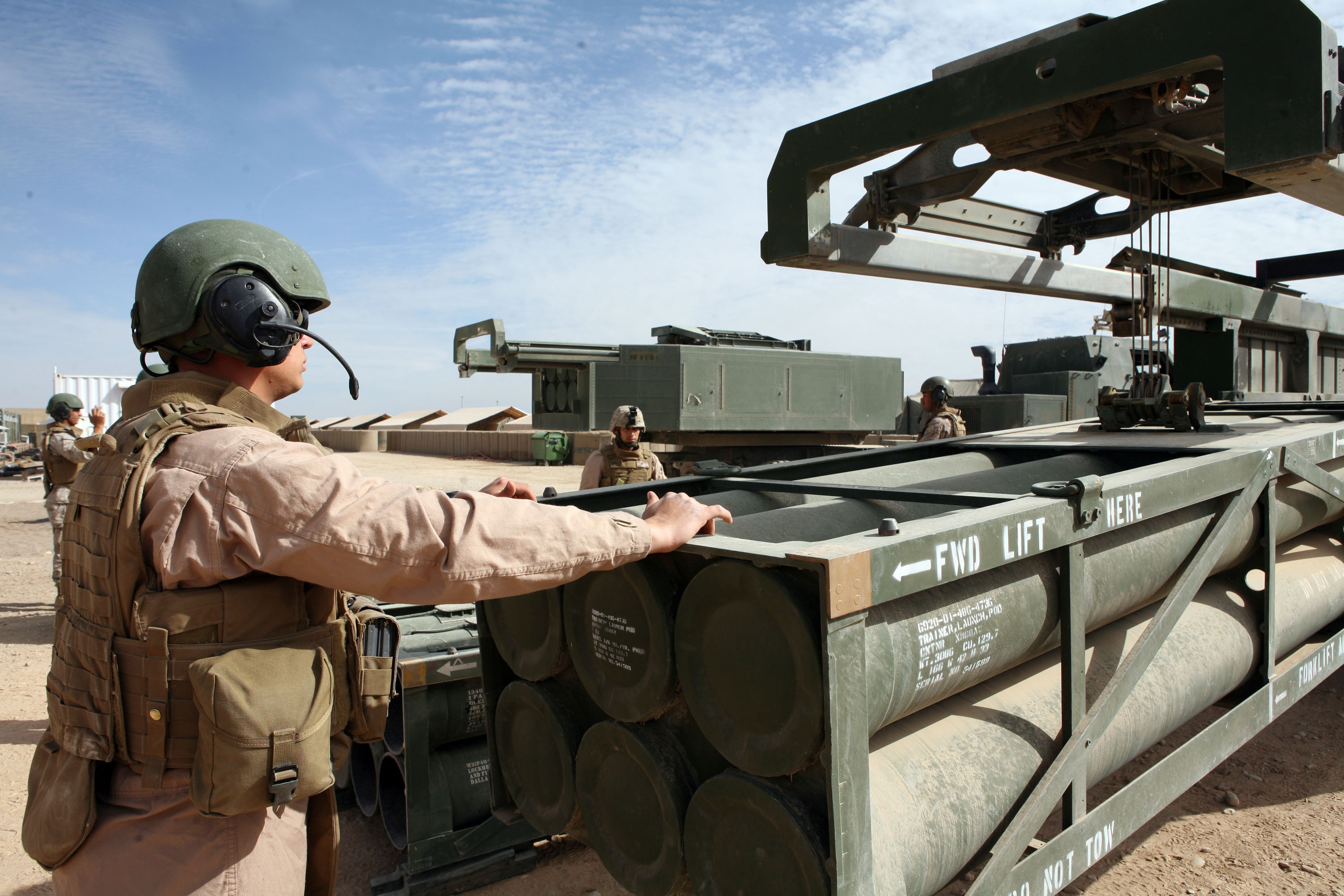
بارگذاری مجموعه جدیدی از راکت‌ها

در ۱۴ فوریه ۲۰۱۰، نیروی بین‌المللی کمک‌های امنیتی (ISAF) برای افغانستان در بیانیه مطبوعاتی اظهار داشت که دو موشک شلیک شده از یک واحد M142 به نظر می‌رسد ۳۰۰ متر از هدف مورد نظر خود سقوط کرده‌اند و ۱۲ غیرنظامی را در طول عملیات ماستاراک کشته‌اند. ISAF استفاده از M142 را به حالت تعلیق درآورد تا بررسی کامل این حادثه. یک افسر انگلیسی بعداً گفت که این موشک‌ها در هدف قرار گرفته‌اند، هدف از آن توسط طالبان مورد استفاده قرار گرفته‌است و استفاده از سیستم دوباره ساخته شده‌است. گزارش‌ها حاکی از آن است که مرگ و میر غیرنظامیان ناشی از استفاده طالبان از سپرهای انسانی است. حضور غیرنظامیان در آن مکان برای نیروهای ISAF شناخته نشده بود. گزارش ۲۱ اکتبر ۲۰۱۰ در نیویورک تایمز با هدف قرار دادن مخفیگاه‌های فرماندهان طالبان، M142 را با کمک به توهین به ناتو در قندهار اعتبار داد و بسیاری را مجبور به فرار به پاکستان کرد، حداقل به‌طور موقت
در نوامبر ۲۰۱۵، ارتش ایالات متحده مدعی شد که M142 را در عراق مستقر کرده‌است و از ابتدای تابستان آن حداقل ۴۰۰ راکت به سمت داعش شلیک کرده‌است. یگان‌های M142 به پایگاه هوایی الاسد و پایگاه هوایی التقدوم در استان الانبار اعزام شدند.
در ژانویه سال ۲۰۱۶، لاکهید اعلام کرد که M142 با نیروهای ایالات متحده به ۱ میلیون ساعت عملیاتی رسیده‌است و به میزان آمادگی عملیاتی ۹۹ درصد رسیده‌است.
در تاریخ ۲۶ آوریل ۲۰۱۶، اعلام شد که ایالات متحده M142 را در ترکیه در نزدیکی مرز با سوریه به عنوان بخشی از نبرد با داعش مستقر می‌کند. در اوایل ماه سپتامبر، رسانه‌های بین‌المللی و وزارت امور خارجه ایالات متحده گزارش دادند که M142 که به تازگی مستقر شده‌است، اهداف داعش را در سوریه در نزدیکی مرز ترکیه درگیر کرده‌است.
در اکتبر سال ۲۰۱۶، M142ها در میدان هوایی قییاره غربی، در حدود ۶۵ کیلومتری جنوب موصل مستقر شدند و در نبرد موصل شرکت کردند.
در ۱۴ ژوئن ۲۰۱۷، یک M142 در النزه سوریه برای حمایت از شورشیان پشتیبان ایالات متحده در این منطقه مستقر شد.
در ۲۴ مه ۲۰۱۸، اعتصاب M142 باعث کشته شدن ۵۰ مبارز و رهبران طالبان در موسی قلا، افغانستان شد. سه موشک در مدت زمان ۱۴ ثانیه ای ساختمان را منهدم کردند.

## راکت و موشک
سیستم M142 می‌تواند موشک‌های زیر را شلیک کند:

### GMLRS
GLSDB
ATACMS
PrSM

## مشخصات فنی

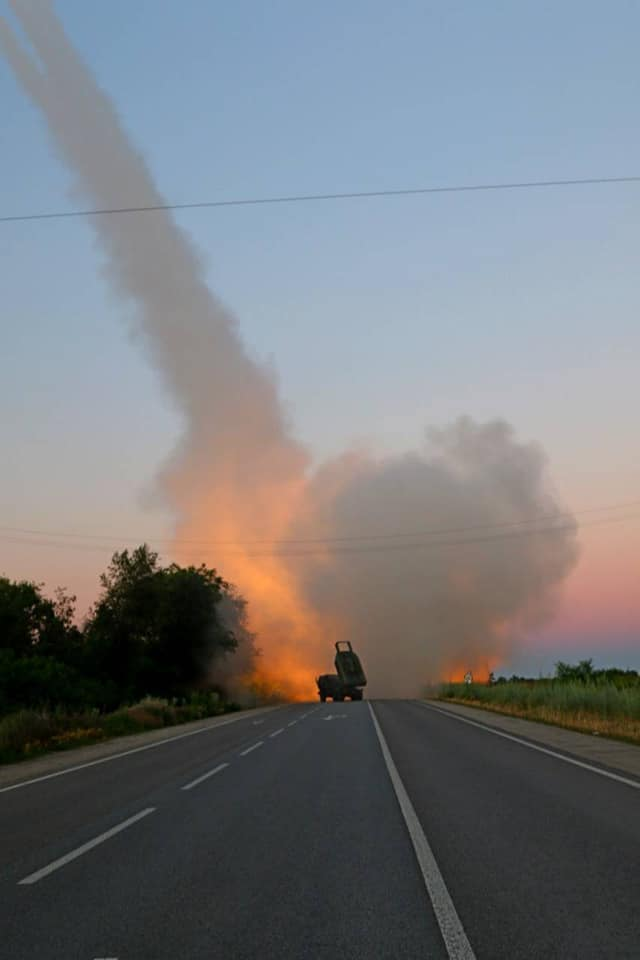
هیمارس اوکراین در استان Zaporizhzhia، اوایل ژوئیه ۲۰۲۲

اپراتورهای M142 به رنگ آبی

| خدمه:         | ۳: توپچی، راننده و رئیس پرتاب کننده                                |
| وزن:          | ۳۵٬۸۰۰ پوند (۱۶٬۲۰۰ کیلوگرم)                                       |
| طول:          | ۷ متر                                                              |
| عرض:          | ۲٫۴ متر                                                            |
| قد:           | ۳٫۲ متر                                                            |
| محدوده خودرو: | ۴۸۰ کیلومتر                                                        |
| سرعت جاده:    | ۸۵ کیلومتر در ساعت                                                 |
| تسلیحات:      | ۱ غلاف با ۶ موشک سری M30/M31 GMLRS یا ۲ موشک PrSM یا ۱ موشک ATACMS |

### کاربران
ایالات متحده آمریکا
ارتش ایالات متحده
 رومانی
- نیروی زمینی رومانی (54)[۱۲]
  - تیپ ۸ موشکی عملیاتی تاکتیکی ۳۱۰ را اداره می‌کند نوع کیلومتر[۱۳]

 سنگاپور
- ارتش سنگاپور (۲۴)
  - گردان ۲۳، توپخانه سنگاپور (23 SA)[۱۴]

 امارات متحده عربی
- ارتش امارات متحده عربی (۲۰)[نیازمند منبع]

 اردن
- ارتش سلطنتی اردن (۱۲)
  - گردان 29 HIMARS، فرماندهی توپخانه سلطنتی اردن

### اوکراین
در ۳۱ می سال ۲۰۲۲ آمریکا اعلام کرد که اوکراین را با مدل M31 این راکت‌انداز تجهیز می‌کند. در ۲۳ ژانویه اوکراین اولین محموله ارسالی خود را دریافت کرد. مقامات نظامی اوکراینی اظهار کردند که در نخستین استفاده از این سلاح در ازیوم توانسته‌اند دستکم ۴۰ سرباز روس را بکشند.

### کاربران احتمالی
لهستان
- نیروهای زمینی لهستان

 استرالیا
- ارتش استرالیا

پنتاگون گزارش داد که ارتش استرالیا از وی خواسته‌است ۲۰ پرتابگر M142 را خریداری کند، این فروش در تاریخ ۲۶ مه ۲۰۲۲ توسط وزارت امور خارجه ایالات متحده تصویب شد.
 کانادا
ارتش کانادا
 مجارستان
ارتش مجارستان
 هلند
نیروهای مسلح هلند
 قطر
نیروی زمینی قطر
 فیلیپین
ارتش فیلیپین
 سوئد